# 宮沢中村遺跡
宮沢中村遺跡（みやざわなかむらいせき）は、山梨県南アルプス市宮沢字東宮沢に所在する遺跡。鎌倉時代から江戸時代にかけての村落遺跡。

## 立地と地理的・歴史的景観
所在する南アルプス市宮沢は甲府盆地の西端、釜無川以西地域の位置する。標高は244メートル。一帯は扇状地の末端に位置し、赤石山脈の前衛である巨摩産地と市之瀬台地が展開する。坪川（市之瀬川）・滝沢川などの複合扇状地と富士川沖積地が接する地点にあたり、湧水池が多く洪水の常襲地でもあった。
一帯は扇状地・丘陵地帯、複合扇状地、沖積平野と異なる特徴の地形が連続し、各時代を通じて遺跡が分布する。扇状地・丘陵地帯には長田口遺跡・六科丘遺跡など縄文時代の遺跡や六科丘古墳・物見塚古墳など古墳時代の遺跡が多く分布する。扇央部には縄文中期の鋳物師屋遺跡や平安時代の〆木遺跡があり、古代には一帯が『和名類聚抄』に記される大井郷の一角にあたると考えられている。扇端部には弥生時代の住吉遺跡や弥生・古墳・中世期の清水遺跡、古墳中期の村中遺跡、古墳・平安時代の滝沢通り遺跡などが分布する。南方には宮沢中村遺跡と同時期と考えられている鎌倉時代の集落遺跡である大師東丹保遺跡がある。
また、扇状地中央部には南北に信濃・甲斐・駿河間を結ぶ駿信往還が通過する。宮沢集落は駿信往還の荊沢宿と市川代官所を結ぶ市川道に沿って展開しており、さらに駿信往還は盆地南部で近世に活動した鰍沢河岸に接続する。

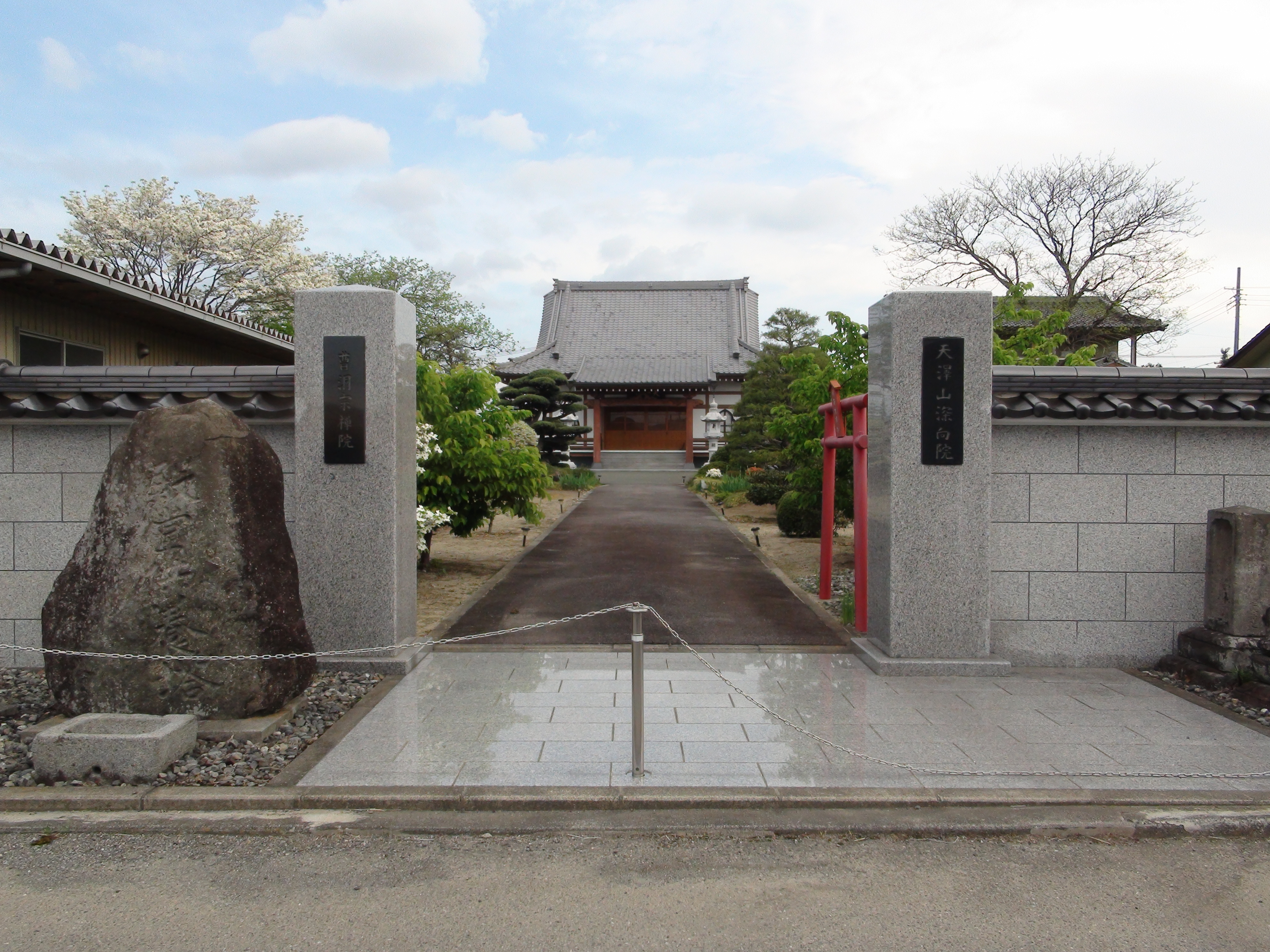
深向院

西郡の大井荘には平安後期には甲斐源氏・加賀美氏の一族が進出する。戦国期には加賀美一族が衰退し、代わって武田氏の一族で有力国人となった大井氏が出現し、古長禅寺や富田城、上野城など大井氏に関わる史跡が多く分布する。宮沢中村遺跡の北西には、『甲斐国志』に拠れば室町初期の大井荘の領主・大井春信に関わるとされる深向院が所在し、宮沢集落の形成に関わった寺院であると考えられている。遺跡の所在する宮沢集落は江戸時代から集落が形成されており、『甲斐国志』に拠ればその規模は石高309石4斗、戸数48戸、人口187人、牛馬無しであったという。
近世・近代期を通じ富士川の水害を受け、1900年（明治33年）から1909年（明治42年）にかけて清水地区への全村42戸が移転している。現在では治水が進み、甲西工業団地が所在している。

## 発掘調査と検出遺構・出土遺物
1994年（平成6年）から1996年（平成8年）にかけて、国道52号（甲西道路）開設工事・中部横断自動車道の建設に際して発掘調査が行われ、遺跡の存在は1991年（平成3年）の試掘調査の際に発見された。宮沢中村遺跡を含む第一期工事区間にあたる南巨摩郡増穂町（富士川町）大椚-中巨摩郡白根町（南アルプス市）在家塚の8キロメートル間では中川田遺跡、大師東丹保遺跡など10箇所の遺跡が確認されている。
調査は1994年（平成6年）4月25日から1995年（平成7年）1月20日まで、道路幅25-35メートル、長さ約120メートルの範囲を対象として行われた。調査区域は出水が激しく、調査は排水を行いつつ実施された。
層序は六面で、明治時代の一面から中世前半期の六面まで生活面が確認された。一面は集落の移転が行われた明治期の面で、民家の礎石などが検出されている。第二面は主体となる江戸時代の面で、建物礎石や井戸・池の遺構、法浄寺に関わる本堂・御堂の礎石・参道・水路・池・石垣・墓域などが検出された。宮沢集落の南には、東西に市川道が通過する。宮沢中村遺跡から検出された参道の遺構は、市川道から分岐し法浄寺境内へ至る道である。法浄寺は明治40年代に宮沢集落の移転後も大正期まで当地に存在した。
江戸初期の第四面は洪水により一部のみが残り、建物跡などが検出された。第五面は中世の遺構で、護岸施設として網代を用いた杭列、第六面からは水田が検出された。
遺物では土器や陶磁器、内耳土器、茶碗、皿、灯明具、仏具、下駄や漆碗、桶、箱、糸巻、傘の一部などの木製品、寛永通宝など古銭、簪（かんざし）、煙管などの金属製品、土製品、大型植物化石、昆虫化石など動植物遺存体、墓域からは人骨も確認された。
鎌倉期と推定される5面からは南北に走る2号の杭列が確認された。2号杭列はヒノキ材のヘギを編んで作られた網代の両面に打たれており、東側には水田面がある。杭列の西側には砂利層が確認されることから河川の流路が存在していたと推定され、杭列は護岸のための施設であったと考えられている。宮沢中村遺跡に近い二本柳遺跡においても同様に平安・鎌倉時代の杭列が発見されえている。